# Walentina Alexandrowna Sawtschenkowa

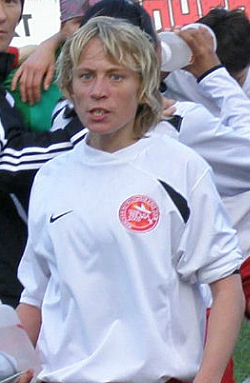
Sawtschenkowa bei Swesda 2005 Perm (2010)

Walentina Alexandrowna Sawtschenkowa (russisch Валентина Александровна Савченкова; engl. Transkription Valentina Savchenkova; * 29. April 1983 in Omsk, Russische SFSR, Sowjetunion) ist eine russische Fußballspielerin. Die Abwehrspielerin nahm mit der russischen Nationalmannschaft an den Europameisterschaften 2009 und 2013 teil.

## Sportlicher Werdegang
Sawtschenkowas erste Station im Erwachsenenbereich war bis 2001 der FK Kubanotschka Krasnodar, anschließend wechselte sie zu Energetik Kislowodsk. 2004 schloss sie sich dem FK Lada Toljatti an, mit dem sie am Saisonende den Meistertitel gewann. Nach der Vizemeisterschaft im folgenden Jahr wechselte sie Anfang 2006 zu Nadeschda Noginsk, wo sie Tabellendritte wurde. Zur folgenden Spielzeit wurde sie vom Aufsteiger Swesda 2005 Perm verpflichtet. Ungeschlagen gewann sie mit dem Klub die Meisterschaft. In der folgenden Spielzeit zog sie mit dem Klub einerseits ins Endspiel um den UEFA Women’s Cup 2008/09 gegen den FCR 2001 Duisburg ein, das letztlich mit einer 0:6-Heimniederlage und einem 1:1-Unentschieden verloren ging, und verteidigte andererseits den Meistertitel. Auch 2009 wurde die Meisterschaft gewonnen, 2012 und 2013 folgte der Gewinn des Landespokal.
Sawtschenkowa gehörte sowohl 2009 unter Nationaltrainer Igor Schalimow als auch 2013 unter dessen Nachfolger Sergei Lawrentjew zum Aufgebot der russischen Landesauswahl für die jeweiligen Europameisterschaftsendrunden. Bei beiden Turnieren lief sie jeweils in allen drei Gruppenspielen auf, konnte das jeweilige frühe Ausscheiden aber nicht verhindern.